# Carroll Shelby

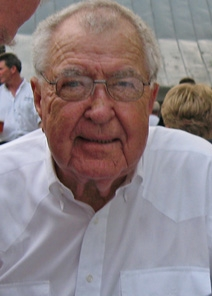
Carroll Shelby, 2007

Carroll Hall Shelby (Leesburg (Texas), 11 januari 1923 – Dallas, 10 mei 2012) was een Amerikaans coureur en ontwerper/bouwer van auto's.

## Levensloop
Na de highschool te hebben doorlopen, nam Shelby dienst bij de Amerikaanse luchtmacht. In de Tweede Wereldoorlog was hij actief als vlieginstructeur en testpiloot.

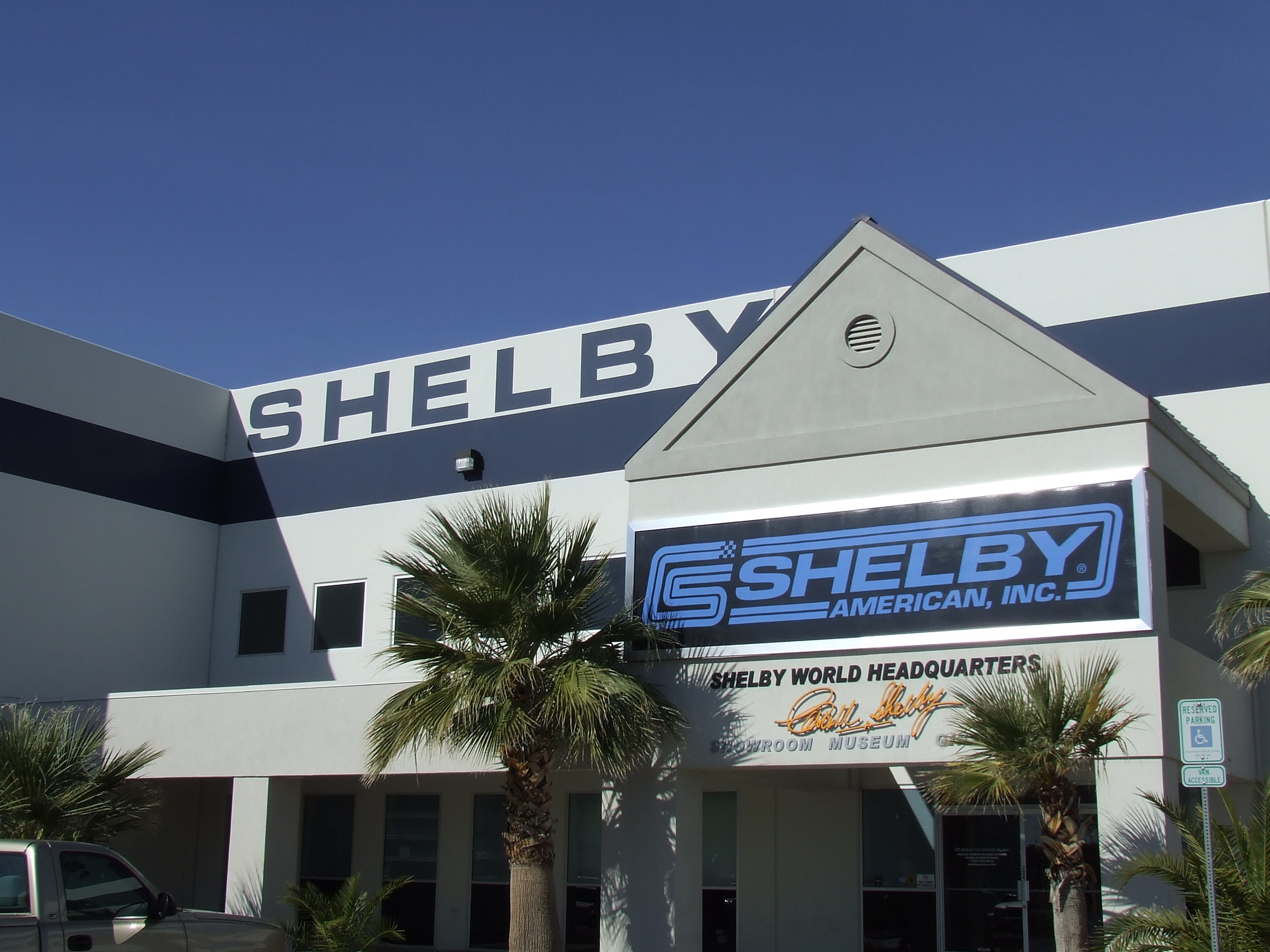
Hoofdkwartier van Shelby American in Enterprise (Nevada)

Shelby heeft veel invloed gehad op autosport en -ontwerp in de tweede helft van de twintigste eeuw. Hij begon als amateurcoureur, maar werd al snel coureur voor teams van Aston Martin en Maserati in de jaren vijftig en zestig. In 1959 won hij de 24 uur van Le Mans. Na zijn carrière als coureur begon hij een racerijschool en ook de sportwagenfabrikant Shelby American. In dit bedrijf ontwierp en bouwde hij de bekende AC Cobra auto's, met het chassis van AC cars en motoren van Ford.

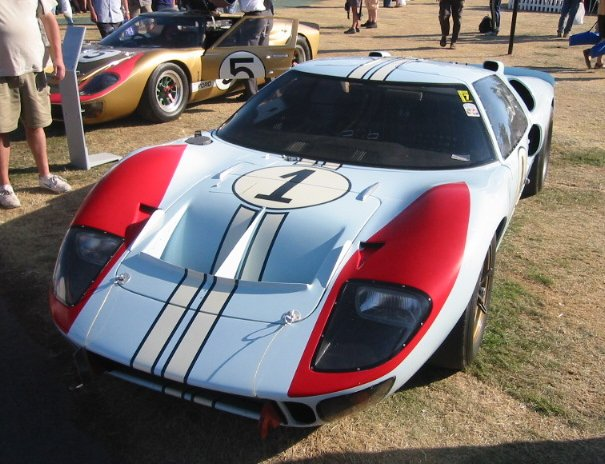
Ford GT40 Mk II, winnaar van de 24 uur van Daytona in 1966

Door toedoen van Lee Iacocca (van de Chrysler Corporation) ging hij samenwerken met Ford. Hij hielp bij het ontwerpen van enkele als klassieke bekendstaande sportauto's, zoals: de Ford GT40, de Shelby GT350 en de Shelby GT500 en natuurlijk de Shelby Cobra. Hij vertrok bij Ford en ging werken (wederom op verzoek van Lee Iacocca) voor de andere twee van de drie grote Amerikaanse autobedrijven: Dodge en Oldsmobile. Hier heeft hij onder andere meegewerkt aan de Dodge Viper.
In 1991 werd hij opgenomen in de International Motorsports Hall of Fame.
In 2003 ging Carroll Shelby weer samenwerken met Ford. Hij was technisch adviseur bij de Ford GT. In 2005 hield hij zich bezig met een nieuwe versie van de Shelby, wederom op basis van een Ford Mustang.

## Shelby vs Ferrari
In 2004 maakte Richard Symons in opdracht van de BBC een documentaire over Shelby. Hoe kon iemand met een idee en één werknemer (zijn toenmalige vriendin) zoveel indrukwekkende auto's maken en uitgroeien tot een bedrijf van 800 werknemers verdeeld over vijf raceteams en uiteindelijk Enzo Ferrari verslaan.
In 2019 werd onder regie van James Mangold de film Ford v Ferrari uitgebracht. Deze biografische sportfilm toont hoe Carroll Shelby in samenwerking met een aantal Amerikaanse ingenieurs een Ford-raceauto ontwerpen die in 1966 de strijd moet aangaan met Ferrari op de 24 uur van Le Mans. De rol van Shelby werd vertolkt door de Amerikaanse acteur Matt Damon.

## Auto's

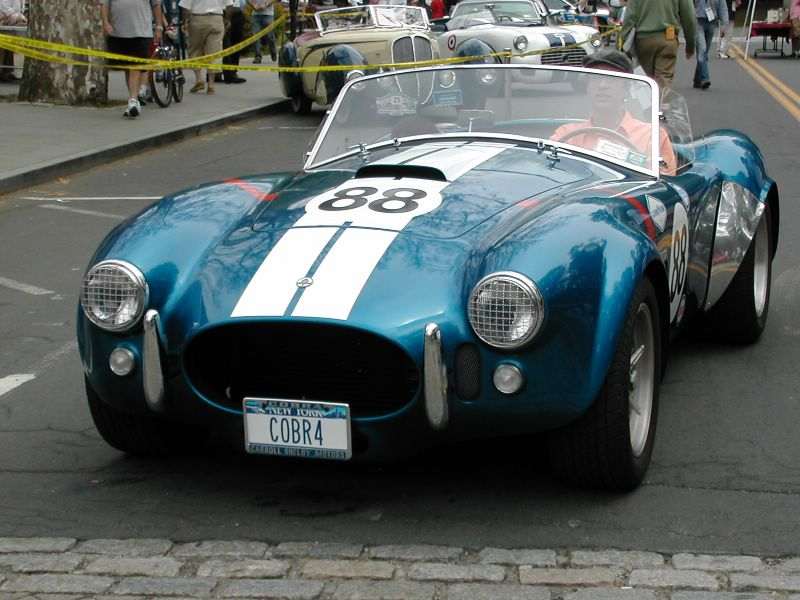
Een Shelby Cobra-replica

De volgende auto's werden aangepast door Shelby en droegen zijn naam (maar nog wel onder de merknaam Dodge):
- 1983-1984 Dodge Shelby Charger
- 1985-1987 Dodge Charger Shelby
- 1984-1986 Dodge Omni GLH (Goes Like Hell)

De volgende auto's werden gebruikt, ontworpen of er werden onderdelen van ontworpen door Shelby:
- 1986 Dodge Daytona Turbo Z C/S
- 1987-1988 Dodge Daytona Shelby Z
- 1989 Dodge Shelby Dakota
- 1988-1991 Dodge Daytona C/S
- 1989-1991 Dodge Daytona Shelby
- 1987-1989 Dodge Lancer Shelby
- 1989-1990 Dodge Shadow Competition
- 1991-1992 Dodge Spirit R/T
- 1992-1993 Dodge Daytona IROC R/T

De volgende auto's werden verkocht onder de naam Shelby:
- 1986 Shelby GLHS (gebaseerd op de Dodge Omni GLH)
- 1987 Shelby GLHS (gebaseerd op de Dodge Charger Shelby)
- 1987 Shelby Lancer (gebaseerd op de Dodge Lancer)
- 1987 Shelby CSX (gebaseerd op de Dodge Shadow)
- 1988 Shelby CSX-T (gebaseerd op de Dodge Shadow)
- 1989 Shelby Dakota (gebaseerd op de Dodge Dakota)
- 1989 Shelby CSX-VNT (gebaseerd op de Dodge Shadow)

- Bibliothèque nationale de France: cb15023063w (data)
- Gemeinsame Normdatei: 129960101
- International Standard Name Identifier: 0000 0000 7845 496X
- Library of Congress Control Number: n86053262
- SNAC: w68d2z0s
- Système universitaire de documentation: 245263748
- Virtual International Authority File: 7666055
- WorldCat: E39PBJdrM8T4XYmMxhvQd4hWDq